# Pascale Roze

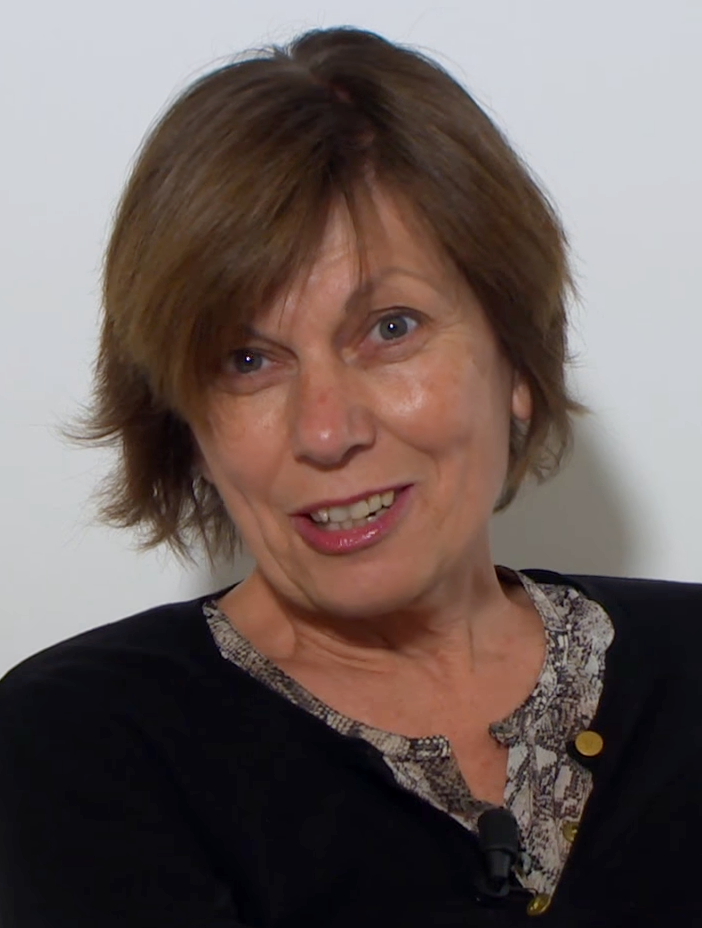
Pascale Roze (2014)

Pascale Roze (* 22. März 1954 in Saigon) ist eine französische Schriftstellerin.
Pascale Roze stammte aus einer im französischen Indochina ansässigen Familie, ihr Vater war Marineoffizier, und ihre Mutter stammte aus einer Kaufmannsfamilie, die in Indochina Handel trieb (ihr Großvater war Bürgermeister in Cholon). Pascale Roze studierte Literatur und arbeitete 1983 bis 1993 mit Gabriel Garran im Stadttheater von Aubervilliers und in  dessen Théâtre international de langue française.
Sie veranstaltete Schreib-Schulen für Kinder aus problembehafteten Vorstädten und präsentierte auch Literatur im Radio bei France Inter (bis 2010, in der Sendung Cosmopolitaine von Paula Jacques).
Ihre erste Sammlung von Erzählungen (beeinflusst von Marguerite Duras) erschien 1994 (Histoires dérangées). 1996 erhielt sie den Prix Goncourt für Le Chasseur zéro (Das Geräusch), das auch den Prix du premier roman erhielt. Der Roman beginnt mit einem Kamikazeangriff auf ein US-Kriegsschiff, bei dem ein US Marine stirbt. Jahre später macht sich die inzwischen mit ihrer kränkelnden, psychisch instabilen Mutter in Paris lebende Tochter auf die Suche nach Informationen über ihren Vater. Sie entdeckt das Tagebuch eines Kamikazefliegers und entwickelt für diese Thematik eine krankhafte Obsession.
1996 starb Pascale Roze beinahe an einem Aneurysma. 1997 heiratete sie den Schriftsteller Claude Delarue (1944–2011).
Sie lebt teilweise in Paris und in der Bourgogne.

## Werke
Romane, Erzählungen:
- Histoires dérangées, recueil de nouvelles, Julliard, 1994
- Le Chasseur Zéro, Paris: A. Michel, 1996
  - Übers. Irène Kuhn, Ralf Stamm: Das Geräusch. Kindler, 1998
- Ferraille, Albin Michel, 1999 (Roman)
- Lettre d'été, Albin Michel, 2000 (fiktiver Brief an Tolstoi)
- Parle-moi, Albin Michel, 2003 (Roman)
- Un homme sans larmes, Stock (ein Dialog mit Horaz)
- L'Eau rouge, Gallimard, 2007 (Roman, er spielt im Indochinakrieg)
- Itsik, Stock, 2008 (Roman um einen polnischen Juden im Zweiten Weltkrieg)
- Aujourd'hui les cœurs se desserrent, Stock 2011
- Passage de l'amour, Stock 2014
- Lonely Child 2017

Theater:
- Mary contre Mary
- Tolstoï la Nuit, 1981 (erhielt den Prix Arletty)